# Camauro

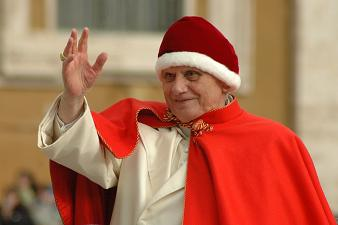
Benoît XVI portant le camauro.

Un camauro est un bonnet d'hiver porté par le pape jusqu'au XIXe siècle ; remis à l'honneur par Jean XXIII, il est abandonné par son successeur Paul VI. Benoît XVI le portait épisodiquement.

## Origines et utilisation

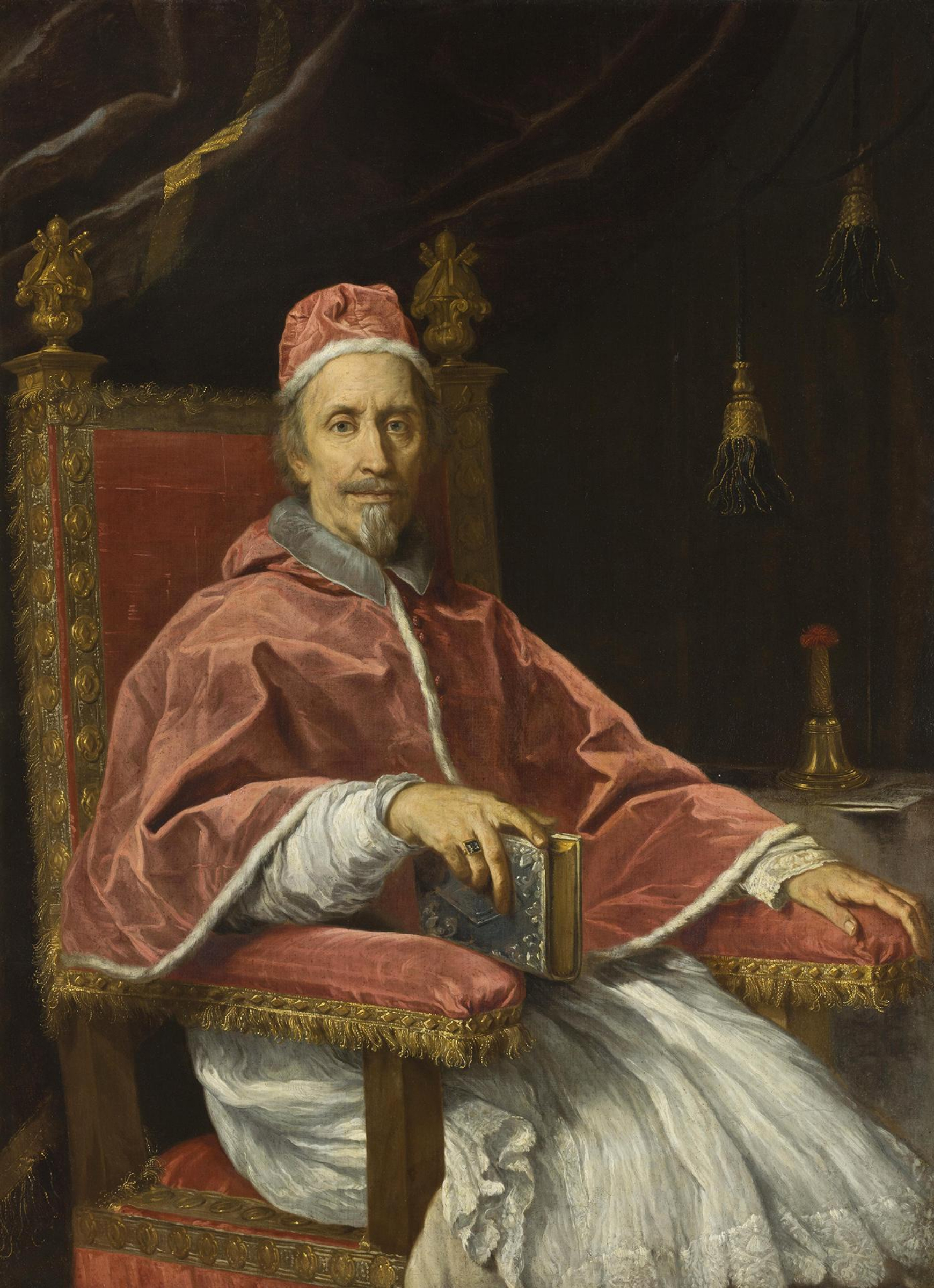
Portrait du pape Clément IX portant le camauro, peint par Carlo Maratta en 1669 (Musée de l'Ermitage, Saint-Pétersbourg).

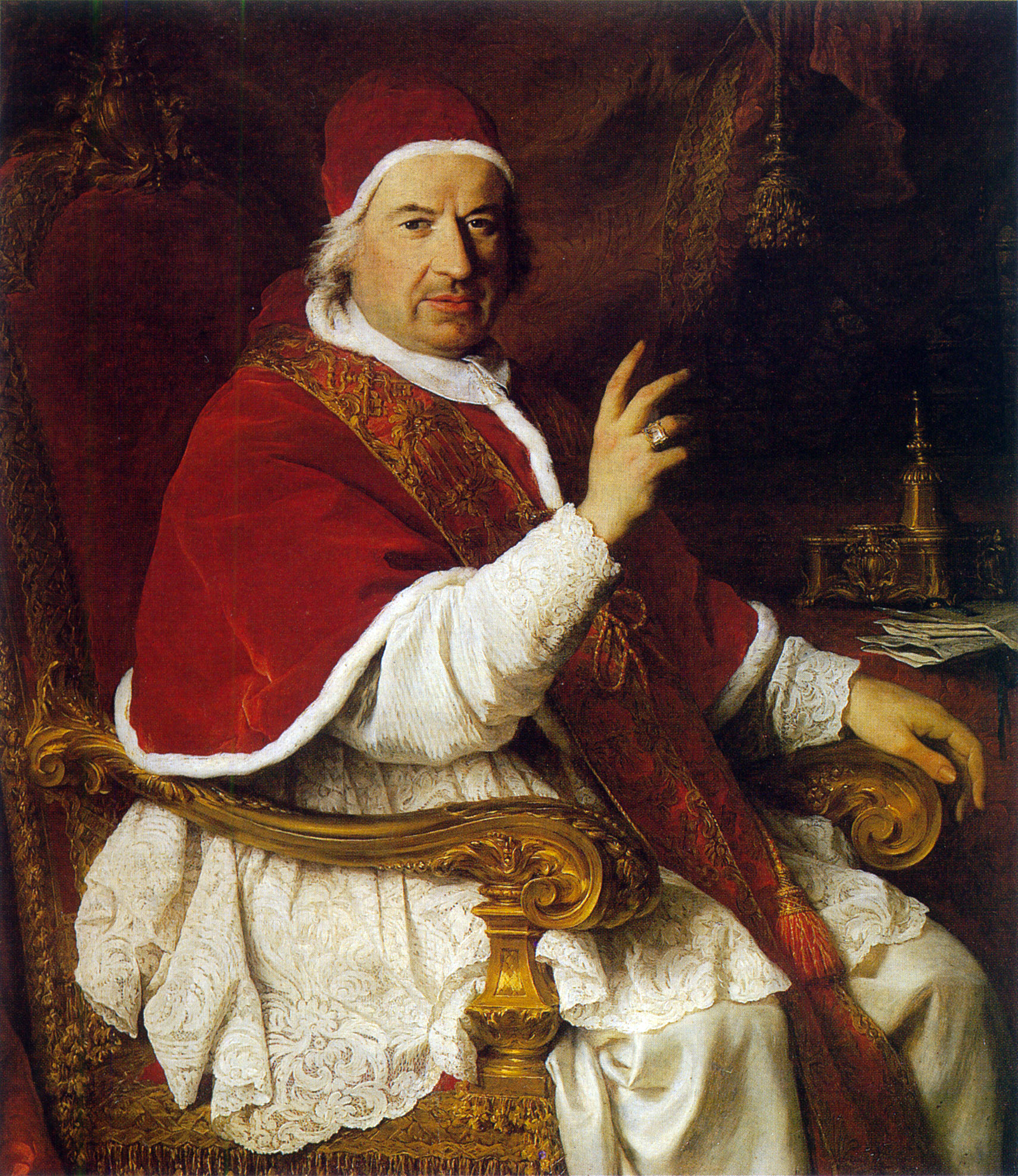
Portrait du pape Benoît XIV portant le camauro, peint par Pierre Subleyras en 1740-1745 (Musée Condé).

Le camauro est un bonnet de velours ou de satin, le plus souvent bordé d'hermine ou de duvet de cygne. Le nom camauro, ou plus justement cameluccio, provient du latin camelacium, qui signifie « chameau ». En effet, il est à l'origine fabriqué à partir de poils de chameau. À l'origine c'est une coiffure de moine, attestée par l'iconographie dès le IXe siècle. Jusqu'en 1464, il était porté par les cardinaux, sans la garniture en hermine; à partir de cette date, le camauro est devenu exclusivement un vêtement papal et les cardinaux ont porté la barrette écarlate à la place.
Fréquent dans l'iconographie pontificale entre le début du XVIe et la fin du XVIIIe siècle, il apparaît encore sporadiquement au XIXe siècle. Saint Jean XXIII en reprend l'usage. Inhumé, comme c'est l'usage, avec ses ornements pontificaux, son corps, exposé dans une châsse à la basilique Saint-Pierre de Rome après sa béatification, est coiffé d'un camauro, comme ceux du Bx Pie IX, de St Pie X et des autres Papes avant eux.
Il faut alors attendre le pontificat de Benoît XVI pour voir, à l'occasion d'une audience générale en décembre 2005, un pape le porter à nouveau.
Aux XVIe et XVIIe siècles, une variante, la clémentine, était fort à la mode. Elle est parfois cependant considérée comme une coiffe distincte, puisque Clément X portait tantôt la clémentine, tantôt le camauro.